# Emi Kusano
Emi Kusano (草野絵美, Kusano Emi), née le 4 août 1990 à Tokyo, est une artiste multidisciplinaire, entrepreneure, chanteuse et auteure-compositrice japonaise.
Elle est cofondatrice et directrice créative du projet d'animation NFT « Shinsei Galverse », qui a enregistré un montant total de transactions de 5 895,767 ETH (environ 10 millions de dollars). Reconnue pour son style rétro-futuriste, elle intègre l'intelligence artificielle dans son travail. Lors d'une vente en collaboration entre Christie's, une maison de vente aux enchères britannique, et Gucci, elle a dévoilé une robe en 3D générée par intelligence artificielle.
Emi est également chargée de cours à temps partiel à l'Université des arts de Tokyo et elle est leader et chanteuse du groupe de synthwave, Satellite Young. Les œuvres d'Emi Kusano ont été exposées dans des musées d'art contemporain et des galeries du monde entier, notamment au 21st Century Museum of Contemporary Art de Kanazawa, au Museum of Contemporary Art Tokyo, à la Saatchi Gallery et au Victoria and Albert Museum.

## Biographie

### Jeunesse
Kusano est née et a grandi à Tokyo. Avant 2008, pendant ses années de lycée, elle fut active en tant que photographe de mode de rue. Elle a pris des photos principalement à Harajuku et les a également publiées sur le site Web 'Japanese Streets', ainsi que dans le magazine anglais 'Metropolis', le guide de voyage de CNN 'CNN GO' et le magazine industriel britannique 'WGSN'. Ses photographies ont été exposées au FIT Museum à New York et au Victoria and Albert Museum à Londres.

### Carrière
En 2014, Kusano a entamé son parcours au sein du groupe musical Satellite Young, orienté vers la synthwave, en collaboration avec BelleMaison Sekine. Ensemble, ils ont créé une musique qui réinvente les années 1980 avec une touche moderne, incorporant des thèmes liés à l'ère post-Internet dans leurs paroles, tels que les aspects sociétaux entourant les technologies de pointe comme l'intelligence artificielle et les rencontres en ligne. Satellite Young a composé la chanson thème pour l'anime indépendant suédois "Senpai Club", et a diffusé sa musique sur des labels indépendants basés aux États-Unis tels que Future City Records et New Retro Wave, gagnant ainsi une vaste base de fans aux États-Unis et en Europe. En 2017, le groupe s'est produit lors du festival de musique "South by Southwest" au Texas.
En 2016, elle a été choisie en tant qu'ambassadrice du Japon lors du festival « Adobe Max », un événement dédié aux créateurs organisé par Adobe.
En cette même année, elle rejoint une agence de publicité en tant que nouvelle diplômée. Elle jongle alors habilement entre deux carrières simultanées : celle d'artiste, où elle compose des chansons, et celle de professionnelle à temps plein au sein de son bureau. Elle donne vie à une chanson thème pour l'anime suédois "Senpai Club" grâce à la collaboration avec les labels indépendants américains "Future City Records" et "New Retro Wave", élargissant ainsi sa base de fans principalement en Europe et aux États-Unis. En 2017, elle franchit une étape significative en se produisant lors du festival de musique South by Southwest au Texas.
En 2018, Kusano a été sélectionnée en tant qu'artiste participant au hackathon « Art Hack Day », consacré à l'art interdisciplinaire. Elle a dévoilé son œuvre intitulée "Singing Dream", une machine à karaoké dotée d'une intelligence artificielle. Sa création a été honorée du Prix Spécial du Jury (Prix Wada Ei). Parallèlement, cette année-là, elle a pris la décision de quitter l'agence de publicité afin de poursuivre son chemin vers l'indépendance artistique.
Depuis 2019, Kusano occupe le poste de chargée de cours à temps partiel à l'Université des Arts de Tokyo, partageant cette responsabilité avec Sputniko!, une artiste contemporaine.
En 2019, Instababy Generator, une installation co-créée avec Junichi Yamaoka explorant le futur des bébés (personnalisés génétiquement), a remporté un prix à la galerie d'art de SIGGRAPH.
En octobre 2020, sous le nom d'Emi Satellite, elle a publié son premier single "Glass Ceiling", une chanson d'émancipation résonnant avec les défis auxquels font face les femmes, véhiculant un message tourné vers l'avenir.
En mars 2021, Kusano a publié son deuxième single "IPO". Les paroles ont été inspirées par les fluctuations quotidiennes des hauts et des bas du marché boursier. De manière simultanée, elle a présenté sa première œuvre d'art NFT, intitulée "Love Is an IPO", qui a été vendue sur Foundation, une plateforme de vente de NFT.
En avril 2022, Emi Kusano a co-fondé le projet NFT "Shinsei Galverse" aux côtés d'Ayaka Ohira, Devin Mancuso, et Jack Baldwin, assumant le rôle de directrice artistique. Cette collection a été générée par une machine produisant 8888 illustrations de personnages, incluant coiffures, vêtements, couleurs, formes d'yeux, et bien plus encore. La collection a rapidement atteint la première place dans le classement "Top NFTs" d'OpenSea, catégorie 24 heures, le 14 avril, maintenant cette position pendant plusieurs jours. L'objectif ultime de l'équipe est de faire de Galverse une IP emblématique, soutenue par la création d'un véritable anime au Japon, leur terre natale.
Au 17 avril, le montant total des transactions, incluant les opérations sur le marché secondaire, a atteint plus de 3 600 ETH, équivalent à plus de 10,23 millions de dollars américains.
En 2022, elle a activement participé à des conférences internationales, notamment à NFT in Europe en France. En février 2023, elle a également pris part à FOMOAsia à Hong Kong, suivi de la Non Fungible Conference à Lisbonne en juin 2023.
En novembre 2022, elle a contribué en tant qu'experte aux séminaires de recherche sur le Web3.0 et des sujets connexes organisés par la Digital Agency, un ministère du gouvernement japonais.
En mai 2023, ses œuvres d'art générées par intelligence artificielle ont été choisies pour figurer dans la galerie d'art numérique "Bright Moments", dans la catégorie contemporaine japonaise, et les 100 pièces ont toutes été vendues en moins de 24 heures.
En juin 2023, Kusano a conçu la couverture du magazine de mode "WWD JAPAN" en utilisant une IA qui a appris son propre visage, marquant ainsi la première couverture réalisée par IA dans un média de mode japonais. Par ailleurs, elle a été nommée au sous-comité du droit d'auteur du 23e Conseil culturel de l'Agence des affaires culturelles, où elle participe activement aux discussions sur l'IA générative et le droit d'auteur. Kusano a également dévoilé sa série d'autoportraits intitulée "Synthetic Reflections", créée en utilisant la technologie IA, et l'une de ses premières œuvres, "Synthetic Reflections" #1, a été adjugée lors d'une vente aux enchères pour 3,5 ETH, équivalent à 6 480 dollars à l'époque.
En juillet 2023, elle a co-exposé une robe en 3D créée avec une IA générative lors de la vente aux enchères "Future Frequencies", en collaboration avec la maison de vente Christie's et Gucci, aux côtés de Claire Silver. Pendant le même mois, Emi a également assumé le rôle de productrice exécutive pour la réalisation du clip officiel de la chanson "I like u" de 'Shinsei Galverse' et a collaboré avec l'artiste Tove Lo, une artiste nommée aux Grammy Awards.
En octobre 2023, sa série d'autoportraits « Synthetic Reflections » #2 a été exposée à « Long Live London », la toute première exposition organisée à la Search Gallery au Royaume-Uni.
En décembre 2023, elle a exposé « Synthetic Reflections » #5 et a participé à une table ronde pour Gateway Miami lors d'Art Basel Miami.
La même année, elle a dévoilé une nouvelle collection IA intitulée Techno-Animism, explorant la fusion des croyances traditionnelles de l'animisme japonais avec la technologie de pointe. Elle a également poursuivi sa collaboration avec la galerie Bright Moments, lançant une tournée mondiale pendant la période d'Art Basel, débutant à Miami, puis se déplaçant à New York et Tokyo. Au cours de cette tournée de deux semaines, elle a réussi à vendre un total de 336 œuvres, générant des revenus de 11,2 ETH (équivalent à 21 264 dollars à l'époque).

### Vie privée
Elle a deux fils. En août 2021, Kusano a mis en vente l'art pixel de son fils sur "OpenSea" dans le cadre de son projet de recherche estival. Cette série a attiré l'attention après avoir été acquise par le PDG de Brud, McFedries, parmi d'autres acheteurs influents, suscitant ainsi un grand intérêt. En conséquence, de nombreuses personnes se sont intéressées à la série et ont acheté une œuvre.
De plus, Steve Aoki a acquis des œuvres pour l'équivalent de 21,82 mille dollars américains, accroissant encore davantage sa popularité.

## Style et technique
Kusano puise son inspiration dans le rétro-futurisme japonais comme base de son œuvre, explorant les progrès technologiques. Cette approche est nourrie par la nostalgie de l'ère pré-Internet, en particulier la période d'après-guerre où les médias de masse japonais exerçaient une influence significative. En fusionnant la technologie moderne avec la culture rétro, elle examine les sentiments complexes d'amour, de haine et d'ambivalence envers l'accélération du présent et du futur, plongeant ainsi dans les nuances de l'accélérationnisme.
Durant ses études universitaires, Kusano a été profondément influencée par Naoki Sakai (en), un designer industriel à l'origine du mouvement rétro-futuriste. Dans son projet musical "Satellite Young", Kusano adopte le rôle d'une idole féminine des années 1980 et chante sur la technologie contemporaine. Avec son installation "Singing Dream", elle explore le concept d'une forme de vie artificielle habitant une machine à karaoké, populaire depuis les années 1980, incitant les gens à chanter.
Dans le projet artistique NFT "Shinsei Galverse", Kusano réimagine un anime cyberpunk mettant principalement en scène des personnages féminins, incorporant des éléments de magical girls populaires au début de l'ère Heisei.

## Exposition d'art
- "Japan Fashion Now" (avril 2011, Fashion Institute of Technology, New York)[10]
- "Four Alchemists Method" (janvier 2012, Espace artistique du grand magasin Seibu )
- "Shibukaru Festival" (octobre 2012, Musée Parco )
- "Art Hack Day" (mars 2018, Musée national des sciences émergentes et de l'innovation)
- "What is NFT?! ~The world of NFT through animation~" (juillet 2022, musée de l'aéroport de Haneda )
- "Hello my name is NFT" (septembre 2022, Musée Laforêt )
- "Tokyo Digital Art Gallery" (octobre 2022, ARTFACTORY Jonanjima)
- « Kimono : Kyoto to Catwalk » (août-octobre 2022, Victoria and Albert Museum)[11]
- "FEMGEN Artblocks Marfa" (septembre 2023, Glitch Gallery)
- "All Star Collections vol1" (octobre 2023, Galerie Saatchi )
- "DXP (Digital Transformation Planet) - Toward the Next Interface" (à partir d'octobre 2023, Kanazawa 21st Century Museum of Art)

## Discographie
- "Glass Ceiling" (14 octobre 2020)